# Maurice Schlesinger
Pour les articles homonymes, voir Schlesinger.

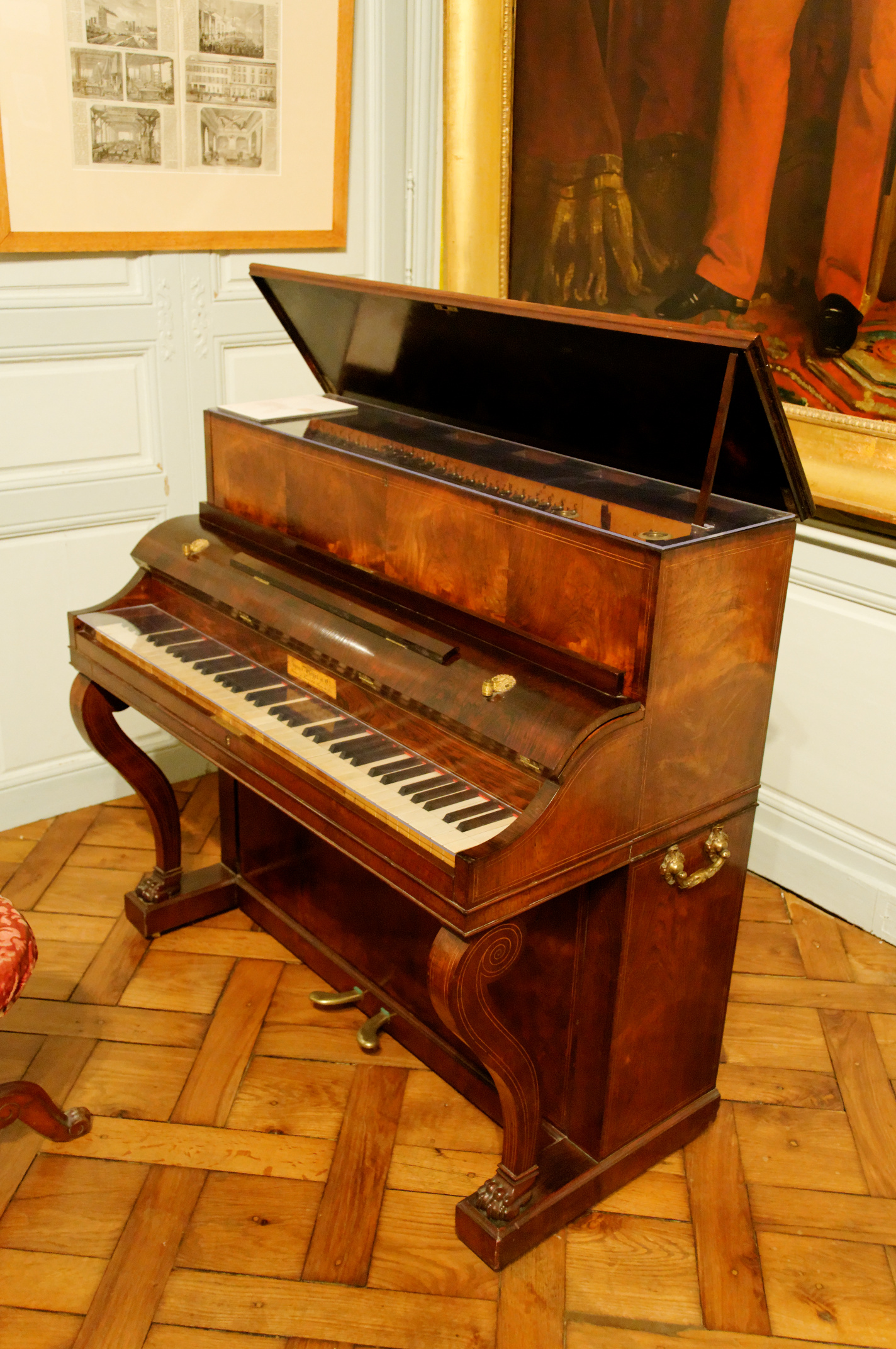
Pianino Pleyel ayant appartenu à Maurice Schlesinger

Maurice Schlesinger, né à Berlin le 30 octobre 1798 et mort à Baden-Baden le 25 février 1871, est un éditeur de musique allemand.
Il est connu pour avoir inspiré le personnage de Monsieur Arnoux dans L'Éducation sentimentale de Gustave Flaubert.

## Biographie
Fils du libraire et de l’éditeur de musique Adolphe-Martin Schlesinger qui avait fondé le journal Berliner Allgemeine musikalische Zeitung, il s’installa à Paris en 1815 où il créa une maison d’édition musicale en 1821.
Il se convertit au catholicisme pour épouser Élisa Judée avec laquelle il a déjà un enfant. Maurice Schlésinger est un homme dur, volage et sans scrupules en affaires mais aimable et enjôleur, comme en témoigne Wagner dans Ma Vie, ou encore les nombreux procès qu'il a dû affronter. Il fonde en 1834 une société pour la publication de la musique classique et moderne à bon marché publiant notamment les œuvres de Mozart, Haydn, Weber, Beethoven, Schubert, Johann Nepomuk Hummel, Giacomo Meyerbeer, Hector Berlioz. Tout musicien espérant connaître la renommée, se devait de passer par lui, souvent à compte d'auteur et sans espoir d'entrer dans ses frais, comme le rappelle René Dumesnil dans Le Grand amour de Flaubert.
Fondateur de la Gazette musicale qu’il fusionna avec la Revue musicale de François-Joseph Fétis, il vendit son fonds et sa revue en 1846 à son employé Louis Brandus. À la suite de difficultés financières, il rentre à Bade vers 1849.

## Maurice Schlésinger et Gustave Flaubert
Personnage excentrique, il aurait servi de modèle à Gustave Flaubert pour le personnage de Monsieur Arnoux dans l'Éducation sentimentale, son épouse, Élisa Schlésinger, ayant été la première passion muette du romancier dès leur première rencontre à Trouville-sur-mer, l'année de ses quinze ans (elle en a dix de plus). Puis, il fréquentera le couple Schlesinger régulièrement durant ses études de droit à Paris et dine tous les mercredi soir à la table ouverte des Schlésinger entre 1840 et 1843.

## Film
Dans le film La Symphonie fantastique de Christian-Jaque (1942), le rôle de Schlesinger est joué par Jules Berry.